# Samsi
Samsi, Szamszi (2 połowa VIII w. p.n.e.) – arabska królowa, która w 732 roku p.n.e. walczyła przeciw asyryjskiemu królowi Tiglat-Pileserowi III (744-727 p.n.e.) jako sojuszniczka Rahianu (biblijny Resin) z królestwa Damaszku. Według jednej z inskrypcji Tiglat-Pilesera III jej wojska pokonane zostały w wielkiej bitwie w pobliżu góry Saqurri, a ona sama "niczym dzika oślica" ratować się musiała ucieczką na pustynię. Ta klęska najprawdopodobniej sprawiła, iż wkrótce potem zdecydowała się ona przybyć do Asyrii i złożyła Tiglat-Pilesarowi III trybut w postaci stad wielbłądów. Ten pozwolił jej dalej rządzić, ale z asyryjskim urzędnikiem u boku. Później Samsi miała również wysłać trybut innemu asyryjskiemu królowi Sargonowi II (722-705 p.n.e.).